# 李炳哲
李炳哲（朝鲜语：／，1948年—），又译李炳铁，朝鲜人民军军官、元帅军衔。前朝鲜人民军空军司令，现任朝鲜劳动党中央政治局常委、中央军事委员会副委员长、中央委员会书记。

## 简历
- 万景台革命学院毕业。
- 1992年4月晋升中将军衔。
- 1998年7月当选第十届最高人民会议代议员
- 2003年9月当选第十一届最高人民会议代议员
- 2008年3月公开职务为人民军空军司令
- 2008年4月22日与中国国防部长梁光烈会谈
- 2009年4月当选第十二届最高人民会议代议员
- 2010年4月晋升大将
- 2011年8月随金正日访问俄罗斯。
- 2014年9月25日举行的朝鲜十三届最高人民会议第二次会议上，选为朝鲜国防委员会委员
- 2014年12月8日，金正恩视察了朝鲜人民军航空及反航空军第458军部队，陪同的李炳哲则换下了军装，身着劳动党干部服装，头衔改为“劳动党中央委员会责任人”，据此推测李炳哲已经晋升为朝鲜劳动党部长。
- 2015年1月13日，金正恩视察朝鲜人民军航空及反航空军，朝鲜劳动党第一副部长李炳哲陪同视察。
- 2017年10月8日，於朝鮮勞動黨第七屆中央委員會第二次全體會議被選為黨中央軍事委員會委員。
- 2020年4月，出任國務委員會委員。
- 2020年5月24日，出任朝鮮勞動黨中央軍委副委員長[2]。
- 2020年10月晋升人民军元帅。
- 2021年6月29日，被解除劳动党中央政治局常委和中央军事委员会副委员长的职务[3]。
- 2022年4月25日，在庆祝朝鲜人民革命军建军90周年阅兵式上，以朝鲜劳动党中央委员会政治局常委、党中央委员会书记身份出现在阅兵式现场[4]。
- 2022年6月23日，在朝鲜劳动党第八届中央军事委员会第三次扩大会议上被选为党中央军事委员会副委员长[5]。